# Luanda (provincie)
Luandská provincie je provincie Angoly. Jejím hlavním městem je Luanda. Rozloha je 2 257 km². Zahrnuje města Cacuaco, Viana, Cazenga, Ingombota, Kilamba Kiaxe, Maianga, Rangel, Samba and Sambizanga.